# San Nicola Manfredi
San Nicola Manfredi ist eine italienische Gemeinde (comune) mit 3454 Einwohnern (Stand 31. Dezember 2023) in der Provinz Benevento in Kampanien. Die Gemeinde liegt etwa 7 Kilometer südsüdöstlich von Benevento. San Nicola Manfredi grenzt unmittelbar an die Provinz Avellino.

## Gemeindepartnerschaften
San Nicola Manfredi unterhält eine inneritalienische Partnerschaft mit der Gemeinde Ferrara in der Provinz Ferrara.

## Verkehr
Durch die Gemeinde führt die Strada Statale 7 Appia sowie der Raccordo Autostradale 9 von Benevento zur Autostrada A16.

## Söhne und Töchter der Stadt
- Alfonso Sozy Carafa (1704–1783), Bischof von Lecce